# Campeonato de Primera División 2005-06 (Argentina)
El Campeonato de Primera División 2005-06 fue la septuagésima sexta temporada de la era profesional de la Primera División del fútbol argentino. Se jugó en dos fases, se abrió con el Torneo Apertura 2005 y se cerró con el Torneo Clausura 2006, los que consagraron cada una a su propio campeón. Comenzó el 5 de agosto de 2005 y terminó el 14 de mayo de 2006
Los nuevos participantes fueron los dos equipos ascendidos de la Primera B Nacional 2004-05: Gimnasia y Esgrima de Jujuy, que regresó a la categoría tras cinco años en segunda división; y Tiro Federal, que participó por primera vez en un campeonato de la máxima división.
El campeonato otorgó cinco cupos a la Copa Libertadores 2007 —dos de los cuales le correspondieron a los campeones de la temporada—, y seis a la Copa Sudamericana 2006.
Se produjeron también dos descensos por el sistema de promedios a la Primera B Nacional, y se determinaron además a los dos equipos que disputaron la promoción. 

## Ascensos y descensos
| Pos.          | Equipos ascendidos de la B Nacional 2004-05 |
| ------------- | ------------------------------------------- |
| Gan. Final    | Tiro Federal                                |
| Gan. 2.º Asc. | Gimnasia y Esgrima (J)                      |

| Prom. | Equipos descendidos en la temporada 2004-05 |
| ----- | ------------------------------------------- |
| 19.º  | Almagro                                     |
| 20.º  | Huracán (TA)                                |

## Sistema de disputa
Cada fase del campeonato fue un torneo independiente, llamados respectivamente Apertura y Clausura. Se jugaron en una sola rueda de todos contra todos, siendo la segunda las revanchas de la primera, y tuvieron su propio campeón.

## Equipos
| Equipo             | Ciudad                | Estadio                                                                   |
| ------------------ | --------------------- | ------------------------------------------------------------------------- |
| Argentinos Juniors | Buenos Aires          | Diego Armando Maradona                                                    |
| Arsenal            | Sarandí               | Julio Humberto Grondona                                                   |
| Banfield           | Banfield              | Florencio Sola                                                            |
| Boca Juniors       | Buenos Aires          | Alberto J. Armando                                                        |
| Colón              | Santa Fe              | Brigadier General Estanislao López                                        |
| Estudiantes        | La Plata              | Centenario Dr. José Luis Meiszner Jorge Luis Hirschi Juan Carmelo Zerillo |
| Gimnasia y Esgrima | San Salvador de Jujuy | 23 de Agosto                                                              |
| Gimnasia y Esgrima | La Plata              | Juan Carmelo Zerillo                                                      |
| Independiente      | Avellaneda            | La Doble Visera                                                           |
| Instituto          | Córdoba               | Juan Domingo Perón                                                        |
| Lanús              | Lanús                 | Ciudad de Lanús                                                           |
| Newell's Old Boys  | Rosario               | Coloso del Parque                                                         |
| Olimpo             | Bahía Blanca          | Roberto Natalio Carminatti                                                |
| Quilmes            | Quilmes               | Centenario Dr. José Luis Meiszner                                         |
| Racing Club        | Avellaneda            | Presidente Perón                                                          |
| River Plate        | Buenos Aires          | Antonio Vespucio Liberti                                                  |
| Rosario Central    | Rosario               | Gigante de Arroyito                                                       |
| San Lorenzo        | Buenos Aires          | Pedro Bidegain                                                            |
| Tiro Federal       | Rosario               | Arroyo Seco Coloso del Parque Gigante de Arroyito                         |
| Vélez Sarsfield    | Buenos Aires          | José Amalfitani                                                           |

### Distribución geográfica de los equipos
| Región                                   | Cant. | Equipos                                                                      |
| ---------------------------------------- | ----- | ---------------------------------------------------------------------------- |
| Conurbano bonaerense                     | 6     | Arsenal, Banfield, Independiente, Lanús, Quilmes y Racing Club               |
| Ciudad de Buenos Aires                   | 5     | Argentinos Juniors, Boca Juniors, River Plate, San Lorenzo y Vélez Sarsfield |
| Provincia de Santa Fe                    | 4     | Colón, Newell's Old Boys, Rosario Central y Tiro Federal                     |
| Ciudad de La Plata                       | 2     | Estudiantes y Gimnasia y Esgrima                                             |
| Interior de la provincia de Buenos Aires | 1     | Olimpo                                                                       |
| Provincia de Córdoba                     | 1     | Instituto                                                                    |
| Provincia de Jujuy                       | 1     | Gimnasia y Esgrima                                                           |

## Torneo Apertura

### Tabla de posiciones final
| Pos. | Equipo                  | Pts. | PJ | PG | PE | PP | GF | GC | Dif. |
| ---- | ----------------------- | ---- | -- | -- | -- | -- | -- | -- | ---- |
| 1.º  | Boca Juniors            | 40   | 19 | 12 | 4  | 3  | 36 | 17 | 19   |
| 2.º  | Gimnasia y Esgrima (LP) | 37   | 19 | 11 | 4  | 4  | 28 | 19 | 9    |
| 3.º  | Vélez Sarsfield         | 33   | 19 | 10 | 3  | 6  | 26 | 16 | 10   |
| 4.º  | Independiente           | 32   | 19 | 8  | 8  | 3  | 34 | 22 | 12   |
| 5.º  | Banfield                | 28   | 19 | 5  | 13 | 1  | 25 | 15 | 10   |
| 6.º  | River Plate             | 28   | 19 | 8  | 4  | 7  | 31 | 22 | 9    |
| 7.º  | Estudiantes (LP)        | 28   | 19 | 8  | 4  | 7  | 23 | 22 | 1    |
| 8.º  | Argentinos Juniors      | 28   | 19 | 8  | 4  | 7  | 19 | 20 | −1   |
| 9.º  | San Lorenzo             | 28   | 19 | 8  | 4  | 7  | 33 | 39 | −6   |
| 10.º | Colón                   | 26   | 19 | 7  | 5  | 7  | 28 | 27 | 1    |
| 11.º | Racing Club             | 25   | 19 | 7  | 4  | 8  | 28 | 27 | 1    |
| 12.º | Olimpo                  | 23   | 19 | 5  | 8  | 6  | 19 | 23 | −4   |
| 13.º | Lanús                   | 23   | 19 | 5  | 8  | 6  | 21 | 31 | −10  |
| 14.º | Arsenal                 | 22   | 19 | 5  | 7  | 7  | 23 | 24 | −1   |
| 15.º | Rosario Central         | 22   | 19 | 5  | 7  | 7  | 20 | 29 | −9   |
| 16.º | Newell's Old Boys       | 20   | 19 | 5  | 5  | 9  | 25 | 27 | −2   |
| 17.º | Quilmes                 | 19   | 19 | 4  | 7  | 8  | 20 | 27 | −7   |
| 18.º | Gimnasia y Esgrima (J)  | 18   | 19 | 3  | 9  | 7  | 23 | 30 | −7   |
| 19.º | Tiro Federal            | 15   | 19 | 4  | 3  | 12 | 22 | 31 | −9   |
| 20.º | Instituto               | 15   | 19 | 2  | 9  | 8  | 11 | 27 | −16  |

|  | Campeón. Clasificó a la segunda fase de la Copa Libertadores 2007. |

|  |

## Torneo Clausura

### Tabla de posiciones final
| Pos. | Equipo                  | Pts. | PJ | PG | PE | PP | GF | GC | Dif. |
| ---- | ----------------------- | ---- | -- | -- | -- | -- | -- | -- | ---- |
| 1.º  | Boca Juniors            | 43   | 19 | 13 | 4  | 2  | 37 | 12 | 25   |
| 2.º  | Lanús                   | 35   | 19 | 10 | 5  | 4  | 26 | 15 | 11   |
| 3.º  | River Plate             | 34   | 19 | 9  | 7  | 3  | 39 | 23 | 16   |
| 4.º  | Gimnasia y Esgrima (J)  | 33   | 19 | 10 | 3  | 6  | 26 | 16 | 10   |
| 5.º  | Gimnasia y Esgrima (LP) | 32   | 19 | 9  | 5  | 5  | 31 | 22 | 9    |
| 6.º  | Newell's Old Boys       | 31   | 19 | 8  | 7  | 4  | 27 | 18 | 9    |
| 7.º  | Banfield                | 31   | 19 | 10 | 1  | 8  | 28 | 22 | 6    |
| 8.º  | San Lorenzo             | 28   | 19 | 7  | 7  | 5  | 15 | 14 | 1    |
| 9.º  | Olimpo                  | 26   | 19 | 7  | 5  | 7  | 22 | 22 | 0    |
| 10.º | Vélez Sarsfield         | 25   | 19 | 5  | 10 | 4  | 19 | 17 | 2    |
| 11.º | Estudiantes (LP)        | 24   | 19 | 6  | 6  | 7  | 25 | 31 | −6   |
| 12.º | Independiente           | 23   | 19 | 6  | 5  | 8  | 18 | 18 | 0    |
| 13.º | Rosario Central         | 23   | 19 | 5  | 8  | 6  | 15 | 17 | −2   |
| 14.º | Argentinos Juniors      | 22   | 19 | 5  | 7  | 7  | 26 | 28 | −2   |
| 15.º | Arsenal                 | 22   | 19 | 5  | 7  | 7  | 17 | 20 | −3   |
| 16.º | Colón                   | 20   | 19 | 5  | 5  | 9  | 18 | 26 | −8   |
| 17.º | Quilmes                 | 20   | 19 | 5  | 5  | 9  | 15 | 28 | −13  |
| 18.º | Racing Club             | 19   | 19 | 5  | 4  | 10 | 14 | 24 | −10  |
| 19.º | Instituto               | 13   | 19 | 3  | 4  | 12 | 16 | 37 | −21  |
| 20.º | Tiro Federal            | 12   | 19 | 3  | 3  | 13 | 15 | 39 | −24  |

|  | Campeón. Clasificó a la segunda fase de la Copa Libertadores 2007. |

|  |

## Tabla de posiciones final del campeonato
Esta tabla fue utilizada como clasificatoria para la Copa Sudamericana 2006 y la Copa Libertadores 2007.

### Clasificación a la Copa Sudamericana 2006
Argentina tuvo 7 cupos en la Copa Sudamericana 2006: Boca Juniors, como campeón de la edición 2005, River Plate, como invitado de la Conmebol, y los 5 equipos mejor ubicados en esta tabla.
| Pos. | Equipo                  | Pts. | PJ | PG | PE | PP | GF | GC | Dif. |
| ---- | ----------------------- | ---- | -- | -- | -- | -- | -- | -- | ---- |
| 1.º  | Boca Juniors            | 83   | 38 | 25 | 8  | 5  | 73 | 29 | 44   |
| 2.º  | Gimnasia y Esgrima (LP) | 69   | 38 | 20 | 9  | 9  | 59 | 41 | 18   |
| 3.º  | River Plate             | 62   | 38 | 17 | 11 | 10 | 70 | 45 | 25   |
| 4.º  | Banfield                | 59   | 38 | 15 | 14 | 9  | 53 | 37 | 16   |
| 5.º  | Vélez Sarsfield         | 58   | 38 | 15 | 13 | 10 | 45 | 33 | 12   |
| 6.º  | Lanús                   | 58   | 38 | 15 | 13 | 10 | 47 | 46 | 1    |
| 7.º  | San Lorenzo             | 56   | 38 | 15 | 11 | 12 | 48 | 53 | −5   |
| 8.º  | Independiente           | 55   | 38 | 14 | 13 | 11 | 52 | 40 | 12   |
| 9.º  | Estudiantes (LP)        | 52   | 38 | 14 | 10 | 14 | 48 | 53 | −5   |
| 10.º | Newell's Old Boys       | 51   | 38 | 13 | 12 | 13 | 52 | 45 | 7    |
| 11.º | Gimnasia y Esgrima (J)  | 51   | 38 | 13 | 12 | 13 | 49 | 46 | 3    |
| 12.º | Argentinos Juniors      | 50   | 38 | 13 | 11 | 14 | 45 | 48 | −3   |
| 13.º | Olimpo                  | 49   | 38 | 12 | 13 | 13 | 41 | 45 | −4   |
| 14.º | Colón                   | 46   | 38 | 12 | 10 | 16 | 46 | 53 | −7   |
| 15.º | Rosario Central         | 45   | 38 | 10 | 15 | 13 | 35 | 46 | −11  |
| 16.º | Arsenal                 | 44   | 38 | 10 | 14 | 14 | 40 | 44 | −4   |
| 17.º | Racing Club             | 44   | 38 | 12 | 8  | 18 | 42 | 51 | −9   |
| 18.º | Quilmes                 | 39   | 38 | 9  | 12 | 17 | 35 | 55 | −20  |
| 19.º | Instituto               | 28   | 38 | 5  | 13 | 20 | 27 | 64 | −37  |
| 20.º | Tiro Federal            | 27   | 38 | 7  | 6  | 25 | 37 | 70 | −33  |

|  | Clasificados a la Copa Sudamericana 2006. |

| 1. 2. |

### Clasificación a la Copa Libertadores 2007
Argentina tuvo 5 cupos en la Copa Libertadores 2007. Los 4 primeros, que clasificaron a la segunda fase, fueron para el campeón de los torneos Apertura 2005 y Clausura 2006, y los 3 equipos mejor ubicados en esta tabla. El cupo restante, que clasificó a la primera fase, fue para el cuarto mejor ubicado de esta tabla.
| Pos. | Equipo                  | Pts. | PJ | PG | PE | PP | GF | GC | Dif. |
| ---- | ----------------------- | ---- | -- | -- | -- | -- | -- | -- | ---- |
| 1.º  | Boca Juniors            | 83   | 38 | 25 | 8  | 5  | 73 | 29 | 44   |
| 2.º  | Gimnasia y Esgrima (LP) | 69   | 38 | 20 | 9  | 9  | 59 | 41 | 18   |
| 3.º  | River Plate             | 62   | 38 | 17 | 11 | 10 | 70 | 45 | 25   |
| 4.º  | Banfield                | 59   | 38 | 15 | 14 | 9  | 53 | 37 | 16   |
| 5.º  | Vélez Sarsfield         | 58   | 38 | 15 | 13 | 10 | 45 | 33 | 12   |
| 6.º  | Lanús                   | 58   | 38 | 15 | 13 | 10 | 47 | 46 | 1    |
| 7.º  | San Lorenzo             | 56   | 38 | 15 | 11 | 12 | 48 | 53 | −5   |
| 8.º  | Independiente           | 55   | 38 | 14 | 13 | 11 | 52 | 40 | 12   |
| 9.º  | Estudiantes (LP)        | 52   | 38 | 14 | 10 | 14 | 48 | 53 | −5   |
| 10.º | Newell's Old Boys       | 51   | 38 | 13 | 12 | 13 | 52 | 45 | 7    |
| 11.º | Gimnasia y Esgrima (J)  | 51   | 38 | 13 | 12 | 13 | 49 | 46 | 3    |
| 12.º | Argentinos Juniors      | 50   | 38 | 13 | 11 | 14 | 45 | 48 | −3   |
| 13.º | Olimpo                  | 49   | 38 | 12 | 13 | 13 | 41 | 45 | −4   |
| 14.º | Colón                   | 46   | 38 | 12 | 10 | 16 | 46 | 53 | −7   |
| 15.º | Rosario Central         | 45   | 38 | 10 | 15 | 13 | 35 | 46 | −11  |
| 16.º | Arsenal                 | 44   | 38 | 10 | 14 | 14 | 40 | 44 | −4   |
| 17.º | Racing Club             | 44   | 38 | 12 | 8  | 18 | 42 | 51 | −9   |
| 18.º | Quilmes                 | 39   | 38 | 9  | 12 | 17 | 35 | 55 | −20  |
| 19.º | Instituto               | 28   | 38 | 5  | 13 | 20 | 27 | 64 | −37  |
| 20.º | Tiro Federal            | 27   | 38 | 7  | 6  | 25 | 37 | 70 | −33  |

|  | Campeón de los dos torneos de la temporada y clasificado a la segunda fase de la Copa Libertadores 2007. |
|  | Clasificados a la segunda fase de la Copa Libertadores 2007.                                             |
|  | Clasificado a la primera fase de la Copa Libertadores 2007.                                              |

| 1. |

## Tabla de descenso
| Pos. | Equipo                  | Promedio | 2003-04 | 2004-05 | 2005-06 | Total | PJ  |
| ---- | ----------------------- | -------- | ------- | ------- | ------- | ----- | --- |
| 1.º  | Boca Juniors            | 1,807    | 75      | 48      | 83      | 206   | 114 |
| 2.º  | River Plate             | 1,649    | 66      | 60      | 62      | 188   | 114 |
| 3.º  | Vélez Sarsfield         | 1,614    | 53      | 73      | 58      | 184   | 114 |
| 4.º  | Banfield                | 1,596    | 64      | 59      | 59      | 182   | 114 |
| 5.º  | San Lorenzo             | 1,491    | 62      | 52      | 56      | 170   | 114 |
| 6.º  | Newell's Old Boys       | 1,421    | 51      | 60      | 51      | 162   | 114 |
| 7.º  | Gimnasia y Esgrima (LP) | 1,412    | 38      | 54      | 69      | 161   | 114 |
| 8.º  | Estudiantes (LP)        | 1,377    | 44      | 61      | 52      | 157   | 114 |
| 9.º  | Lanús                   | 1,350    | 42      | 54      | 58      | 154   | 114 |
| 10.º | Arsenal                 | 1,342    | 55      | 54      | 44      | 153   | 114 |
| 11.º | Gimnasia y Esgrima (J)  | 1,342    | –       | –       | 51      | 51    | 38  |
| 12.º | Racing Club             | 1,333    | 50      | 58      | 44      | 152   | 114 |
| 13.º | Rosario Central         | 1,315    | 44      | 61      | 45      | 150   | 114 |
| 14.º | Colón                   | 1,298    | 49      | 53      | 46      | 148   | 114 |
| 15.º | Independiente           | 1,298    | 44      | 49      | 55      | 148   | 114 |
| 16.º | Quilmes                 | 1,254    | 60      | 44      | 39      | 143   | 114 |
| 17.º | Argentinos Juniors      | 1,223    | –       | 43      | 50      | 93    | 76  |
| 18.º | Olimpo                  | 1,149    | 39      | 43      | 49      | 131   | 114 |
| 19.º | Instituto               | 0,921    | –       | 42      | 28      | 70    | 76  |
| 20.º | Tiro Federal            | 0,710    | –       | –       | 27      | 27    | 38  |

|  | Jugaron una promoción con dos equipos de la Primera B Nacional. |
|  | Descendieron a la Primera B Nacional.                           |

## Promociones
| Belgrano                                                     | 2 - 1 | Olimpo   | Chateau Carreras           | 31 de mayo | 15:00 |
| Olimpo                                                       | 1 - 2 | Belgrano | Roberto Natalio Carminatti | 4 de junio | 18:00 |
| Belgrano ascendió a Primera División con un global de 4 - 2. |       |          |                            |            |       |

| Huracán                                                                                          | 1 - 1 | Argentinos Juniors | Tomás Adolfo Ducó      | 31 de mayo | 19:00 |
| Argentinos Juniors                                                                               | 2 - 2 | Huracán            | Diego Armando Maradona | 4 de junio | 19:00 |
| Argentinos Juniors permaneció en Primera División con un global de 3 - 3, por ventaja deportiva. |       |                    |                        |            |       |

## Descensos y ascensos
Al finalizar este torneo, Tiro Federal e Instituto descendieron directamente a la Primera B Nacional, mientras que Olimpo cayó en la promoción y también perdió la categoría. Los tres equipos fueron reemplazados en la temporada 2006-07 por Godoy Cruz, campeón de la Primera B Nacional 2005-06, Nueva Chicago, vencedor de la final por el segundo ascenso, y Belgrano, ganador de su promoción. Por su parte, Argentinos Juniors conservó la categoría por ventaja deportiva, tras empatar sus dos partidos promocionales frente a Huracán.